# 舞鶴要塞
舞鶴要塞（まいづるようさい）とは、舞鶴鎮守府周辺に設置された大日本帝国陸軍の要塞。1897年（明治30年）11月に建設が開始された。舞鶴港にある海軍施設の防衛を任としていた。
日清戦争で勝利した日本は、南進を続けるロシアを脅威とし、対露防衛の要として新舞鶴（現在の京都府舞鶴市東部）に海軍の軍事拠点、舞鶴鎮守府の建設を決定、それに先立ち1887年（明治20年）3月、舞鶴要塞地帯（葦谷砲台）の建設に着手、陸軍も同年11月に砲台建設と舞鶴要塞砲台大隊を駐屯させている。なお全工事の完了は1903年（明治36年）10月のことだった。日本陸軍の要塞としては、日本海側に設置された唯一の軍事要塞地帯のものであった。
舞鶴重砲兵連隊の敷地には現在日星高等学校が存在する。

## 沿革
- 1889年（明治22年）：第四海軍区鎮守府を舞鶴に設置する事を閣議決定。
- 1897年（明治30年）：舞鶴湾防衛を任とし舞鶴要塞建設着工。
- 1898年（明治31年）：舞鶴要塞司令部を加佐郡余内村倉谷より同村上安久の敷地（現在の舞鶴税務署）に移転[1]。
  - 11月28日：舞鶴要塞砲兵大隊は余内村に移転[2]。
- 1900年（明治33年）6月1日：舞鶴要塞司令部が余内村の庁舎に開庁[3]。
- 1901年（明治34年）：舞鶴鎮守府、開庁。
- 1903年（明治36年）：全工事完了。
- 1907年（明治40年）：舞鶴要塞砲台大隊を舞鶴重砲兵大隊に改称。
- 1936年（昭和11年）：舞鶴重砲兵連隊に昇格。
- 1933年（昭和8年）10月30日、昭和天皇が舞鶴港を巡幸（福井県で行われた陸軍特別大演習の帰路）。要塞司令部、重砲兵大隊を視察[4]。
- 1940年（昭和15年）：陸軍中部軍創設により、中部第71部隊と改称。
- 1945年（昭和20年）：終戦。陸海軍、舞鶴要塞放棄。

## 歴代司令官
- 西村精一 少将：1900年4月25日 - 1900年7月29日[5]
- 桜井重寿 少将：1900年7月29日[5]-
- 柴田正孝 少将：1901年6月26日 - 1902年5月5日
- 牟田敬九郎 少将：1902年5月5日 - 1906年3月12日
- 隈元政次 少将：1906年3月12日 - 1907年11月13日
- 永田亀 少将：1907年11月13日 - 1910年11月30日
- 佐藤忠義 少将：1910年11月30日 - 1913年8月22日
- 伊部直光 少将：1913年8月22日 - 1914年6月2日[6]
- 木村平太郎 少将：1914年6月2日[6] - 1915年8月10日
- 山田陸槌 少将：1915年8月10日 - 1917年8月6日
- 木田伊之助 少将：1917年8月6日 - 1918年7月24日[7]
- 松村法吉 少将：1918年7月24日 - 1919年7月25日
- 加藤曽十郎 大佐：1919年7月25日 - 1921年7月20日[8]
- 岡本春三 少将：1921年7月20日 -
- 須永友四郎 少将：1923年3月17日 - 1924年12月15日[9]
- 細田初一 砲兵大佐：1924年12月15日[9] -
- 鈴木松之助 少将：1928年3月8日 -
- 青柳和夫 少将：1929年8月1日 -
- 高木尚右 少将：1930年8月1日 -
- 中島今朝吾 少将：1932年4月11日 -
- 安達十六 少将：1933年8月1日 -
- 菊池門也 少将：1934年8月1日 - 1936年3月23日[10]
- 中尾忠彦 歩兵大佐：1936年3月28日[11] -
- 福島和吉郎 歩兵大佐：1937年8月2日 - 1938年3月1日[12]
- 加藤守雄 少将：1938年3月1日 -
- 石原莞爾 少将：1938年12月5日 -
- 北島驥子雄 少将：1939年8月1日 -
- 多田勇夫 大佐：1940年7月17日 -
- 村上宗治 大佐：1940年12月2日 -
- 鬼武五一 大佐：1942年4月1日 -
- 栃木功 大佐：1943年8月2日 -
- 丸山八束 大佐：1944年5月8日 -
- （兼）米倉雄吉 中佐：1944年10月19日 -

## 主要な施設

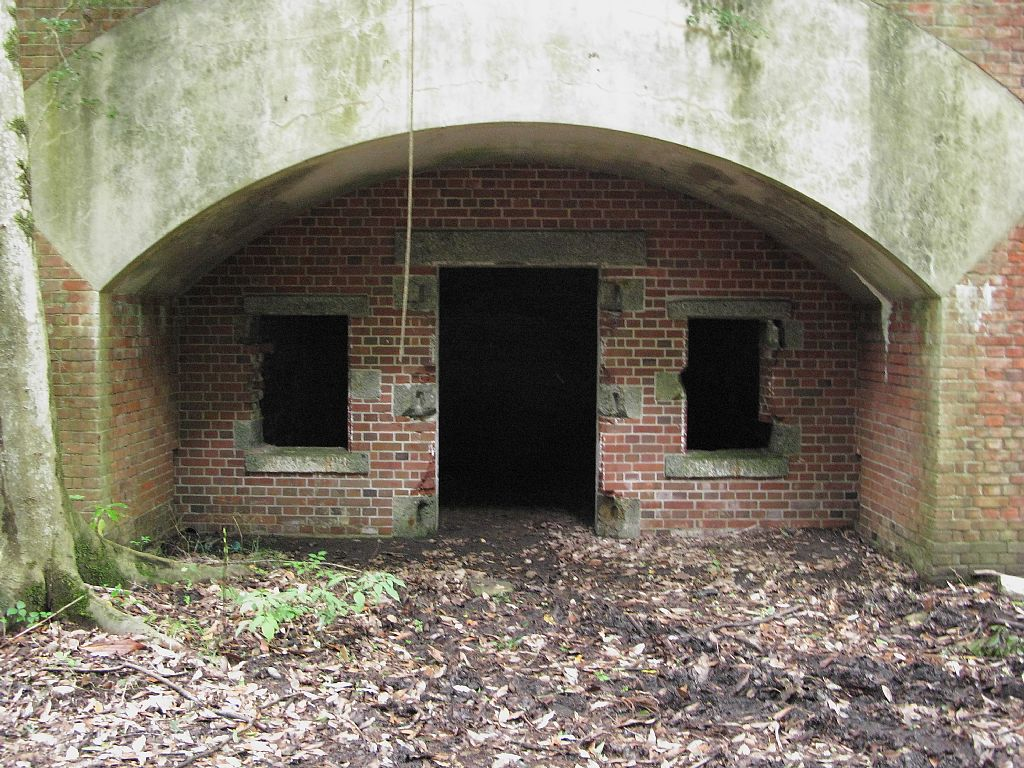
葦谷砲台
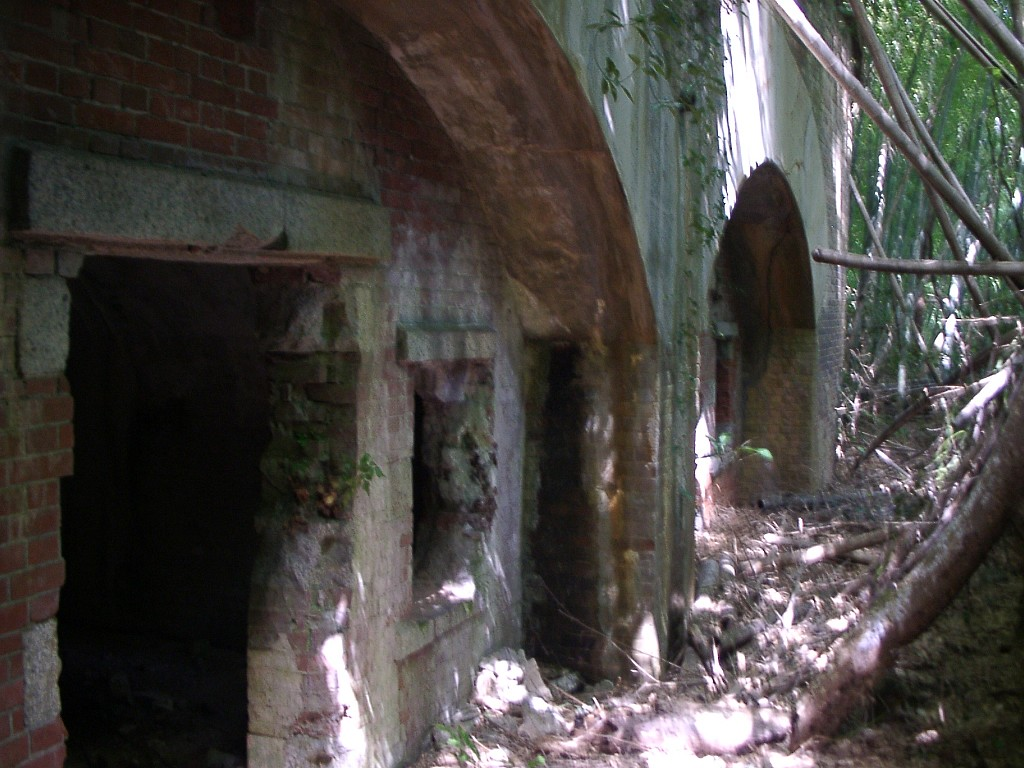
浦入砲台
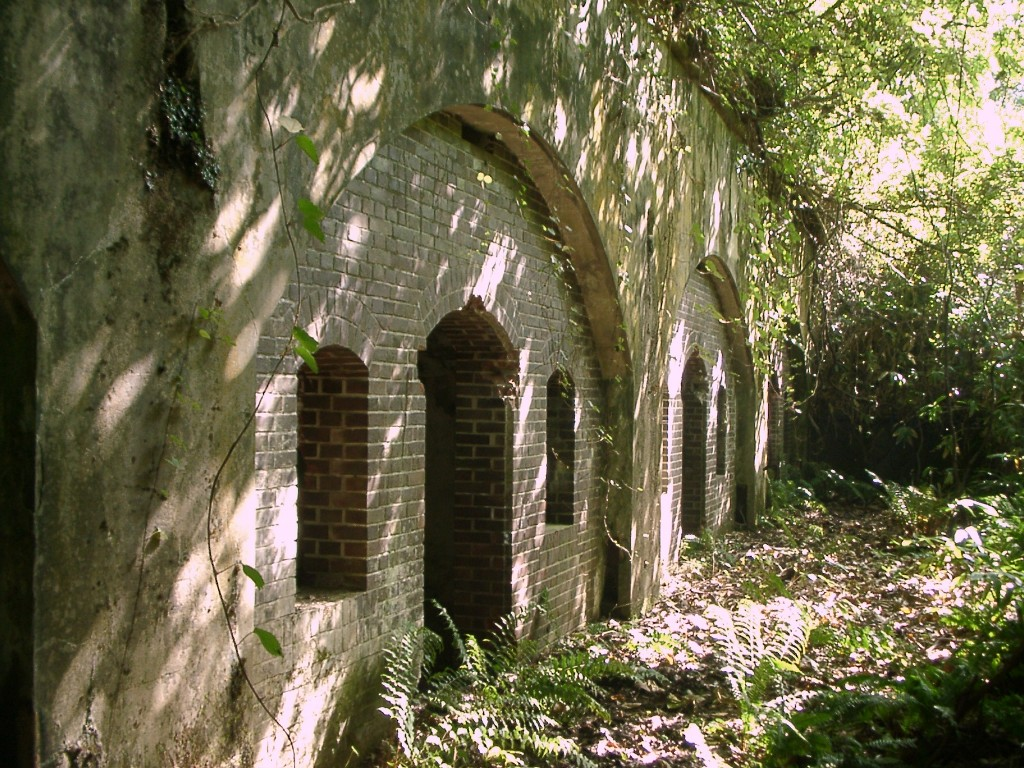
吉坂保塁
- 博奕岬電灯
- 下安久弾丸本庫
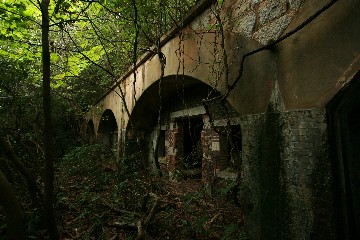
金岬砲台（昭和9年の要塞整理要領により廃止）
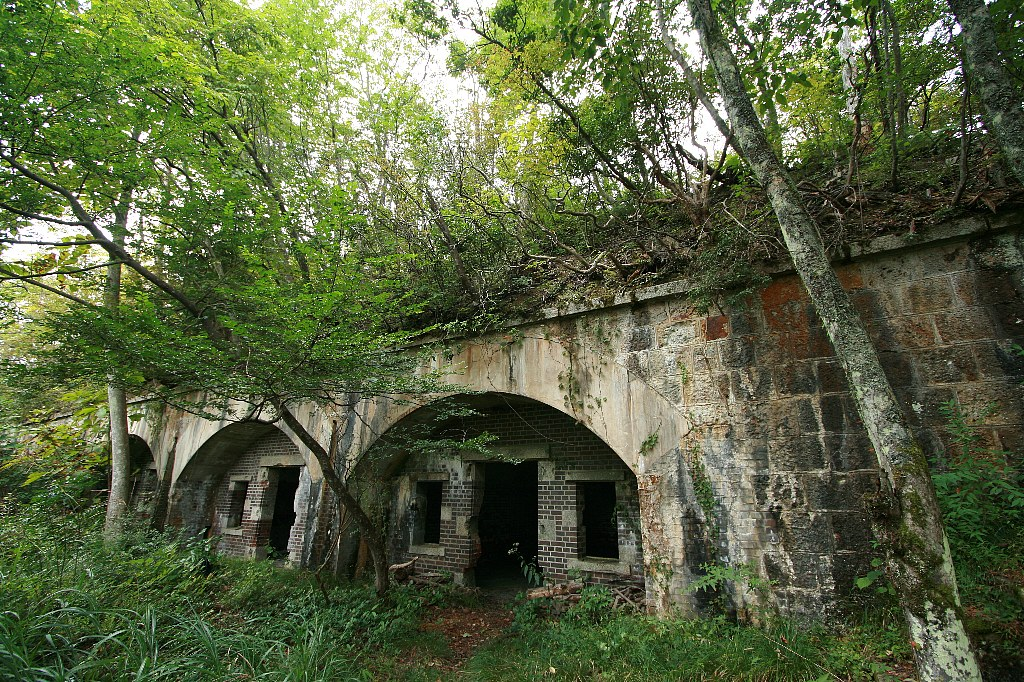
建部山保塁
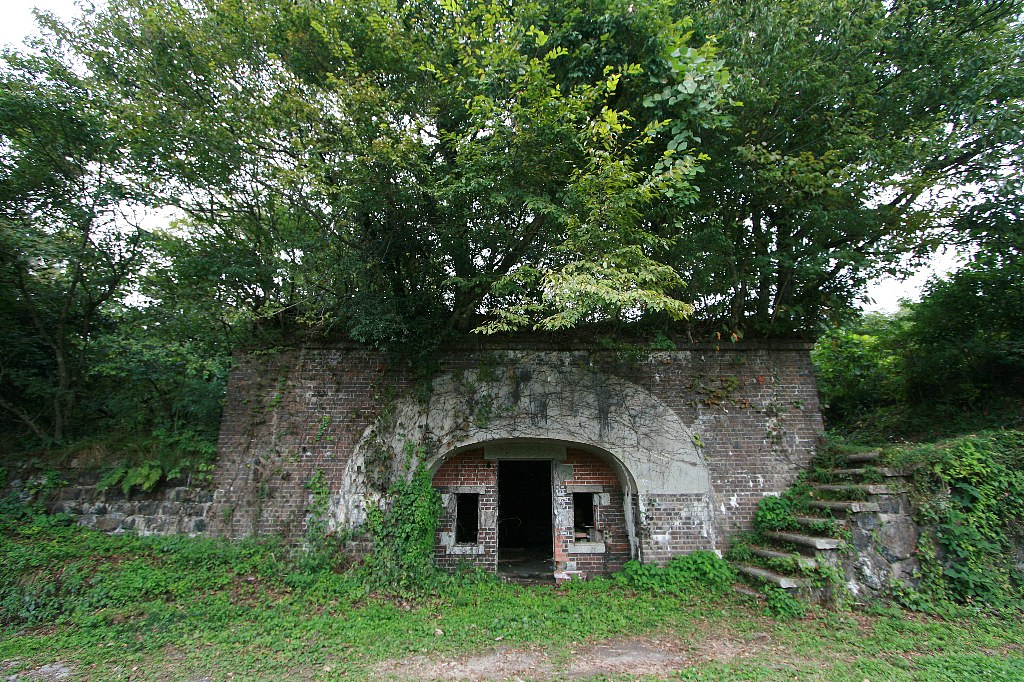
槙山砲台
- 白杉弾丸本庫
- 新井崎砲台（昭和9年に新設）
- 成生岬砲台（昭和9年に新設）

- 葦谷砲台
- 浦入砲台
- 吉坂堡塁
- 金岬砲台
- 建部山砲台
- 槙山砲台

## 舞鶴要塞地帯の写真撮影
舞鶴要塞地帯は日本海側唯一となる軍事拠点、舞鶴港を防衛するためその港湾写真すら機密情報とされ、要塞地帯法（明治32年制定）、軍機保護法（同年制定）によって厳しく制限されていた。特に舞鶴軍港内を一般営業運転していた国鉄中舞鶴線では、車窓からは軍港が見えないよう、舞鶴軍需部（現在の舞鶴市役所）から海軍機関学校（現在の舞鶴地方総監部）に至る海岸側を、軍港遮蔽のため板塀を張りめぐらしていた。